# Science et Vie Découvertes
 (avril 2013).
Si vous disposez d'ouvrages ou d'articles de référence ou si vous connaissez des sites web de qualité traitant du thème abordé ici, merci de compléter l'article en donnant les références utiles à sa vérifiabilité et en les liant à la section « Notes et références ».
Science&Vie Découvertes  est un magazine  scientifique  français mensuel destiné aux enfants de 7 à 12 ans. Il a été créé en 1998 et est publié par le groupe Reworld Media, comme ses aînés Science et Vie et Science et Vie Junior. 
Science et Vie Découvertes s'appuie sur la vulgarisation scientifique pour permettre à ses jeunes lecteurs de découvrir la science et le monde qui les entoure.

## Les mascottes
Les mascottes du magazine s'appellent les Tronches. Petits personnages trublions et malins, ils commentent les infos dans le magazine et affectionnent particulièrement les jeux de mots. 

## Faits marquants
- En juin 2009, Science&Vie Découvertes décroche le record de la plus grande guirlande de poupées en papier du monde : 790 mètres de long pour 20000 poupées[1]. La guirlande a été réalisée en collectant les guirlandes en papier envoyées par les lecteurs du magazine. Le record est homologué par le Guinness World Record au Palais de Tokyo[2]. Le record a depuis été battu.
- En mai 2018, pour fêter ses 20 ans, le magazine envoye sa couverture dans la nacelle d'un ballon sonde depuis Toulouse. Science&Vie Découvertes monte ainsi à 32 000 mètres d'altitude, aux portes de la stratosphère[3],[4].